# مبانی رویکرد اجتماعی به حقوق
مبانی رویکرد اجتماعی به حقوق کتابی از عبدالرضا علیزاده است که در سال ۱۳۸۷ منتشر و در مراسم کتاب سال جمهوری اسلامی ایران به‌عنوان کتاب برگزیده معرفی شد.